# أريبيان (لعبة فيديو 1983)
أريبيان (بالإنجليزية: Arabian‎؛ باليابانية: アラビアン)، هي لعبة منصات طورتها ونشرتها سن إلكترونيكس وصدرت في 1983 على الصالات وفاميكوم.

## مراحل اللعبة
تتكون اللعبة من أربع مراحل بالإضافة إلى جمع الأحرف بجمل مفيدة ومرتبة.

## وصلات خارجية
- Memorial Series: SunSoft Vol. 1 webpage
- أريبيان على موقع غيم فاكس
- Arabian at Arcade History
- أريبيان على موقع القائمة القاتلة لألعاب الفيديو
- أريبيان guide في موقع ستراتيجي ويكي
- Tales of the Arabian Nights في موقع World of Spectrum
- أريبيان (لعبة فيديو 1983) في موقع Coinop.org